# Rohlík
Rohlík je protáhlé pečivo, jež bývá zahnuto. Je tvarovou alternativou housky. Konzumuje se zpravidla v rámci snídaní, studených večeří nebo svačin buď samotný, nebo s pomazánkou či oblohou, může se přikusovat k jiné potravině, například sýru, uzenině, různým salátům, ovoci nebo zelenině, polévkám a nebo jako párek v rohlíku apod., nakrájený může posloužit jako surovina pro výrobu houskových knedlíků nebo jako přísada do polévky, nastrouháním vysušeného ztvrdlého rohlíku získáme strouhanku. 
Název je považován za zdrobnělinu od staročeského slova rohel (= rohatý), které vychází ze všeslovanského slova „roh“ (= výčnělek). Podobnost s anglickým slovem „roll“ je náhodná. 
Vyrábí se z tukového těsta pečením v troubě při teplotě 175–200 °C[zdroj?], případně i vyšší (230–270 °C).
Hmotnost běžného rohlíku bývala 50 g,[zdroj?] nyní (říjen 2012) je 43 g, někdy i 39 g.
Rozlišuje se obyčejný bílý rohlík (případně sypaný mákem, kmínem nebo solí), celozrnný rohlík a vícezrnný rohlík v závislosti na přidaném posypu, semínkách anebo na druhu použité mouky. Speciálním případem je pivní nebo pivařský rohlík či anglický rohlík. Názvem loupák se dříve označoval slaný tukový rohlík, nověji se tak označuje nasládlý makový rohlík, nahrazující dřívější makové housky neboli loupáky či makovky. 
Využitelná energie 43 g bílého rohlíku dosahuje 640 kJ. Protože energetické hodnoty pečiva jsou víceméně podobné[zdroj?], jsou celozrnné rohlíky energeticky podobně bohaté,[zdroj?] mírně to může ovlivňovat posyp např. sezamového semínka.

## Složení

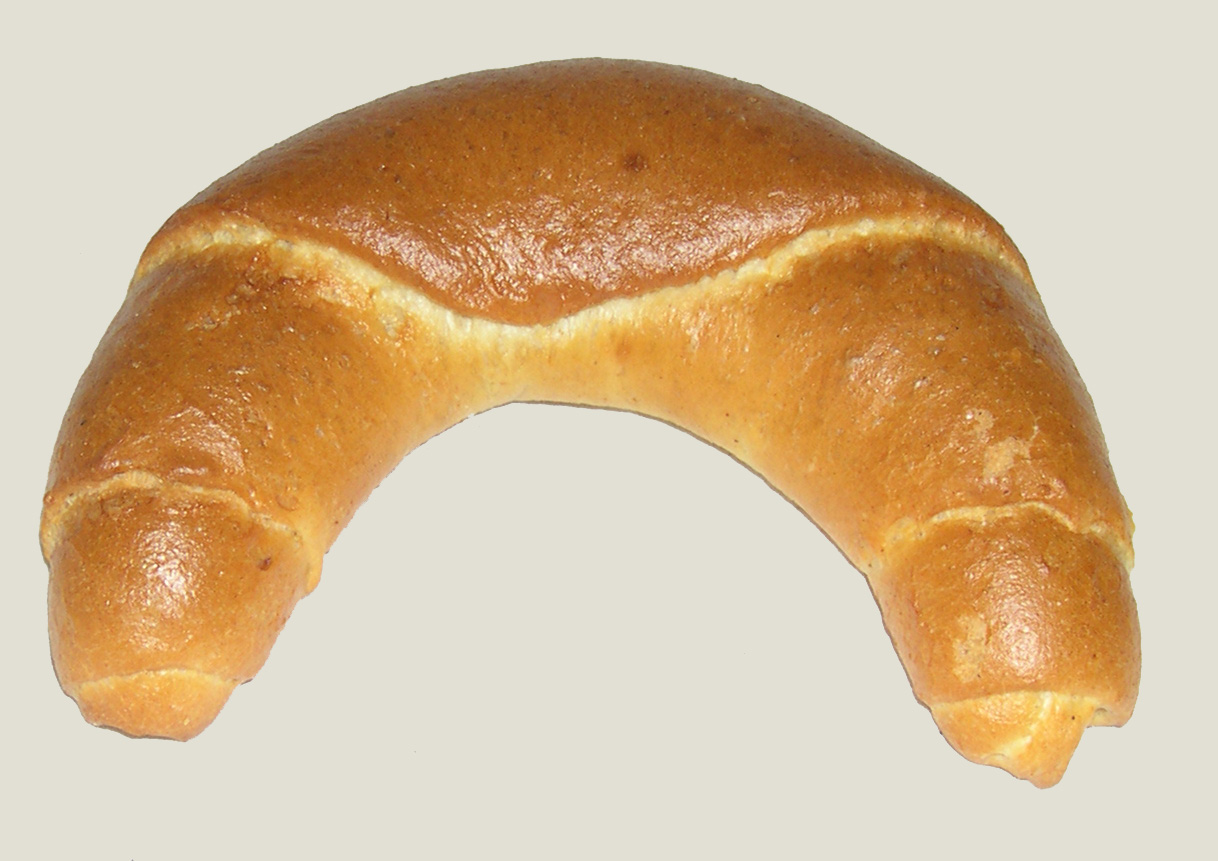
Německý Hörnchen (sladký rohlík)

Suroviny a receptury použité pro pečení rohlíků se liší podle země původu, někdy výrazně. Rohlíky se vyrábí především z pšeničné mouky, soli, droždí, sladového výtažku nebo cukru, vody nebo mléka a margarínu. Z těchto surovin se vytvoří těsto, které se nazývá tukové.
Podle použité mouky lze rohlíky dělit na bílé a celozrnné.

### Celozrnný a vícezrnný rohlík

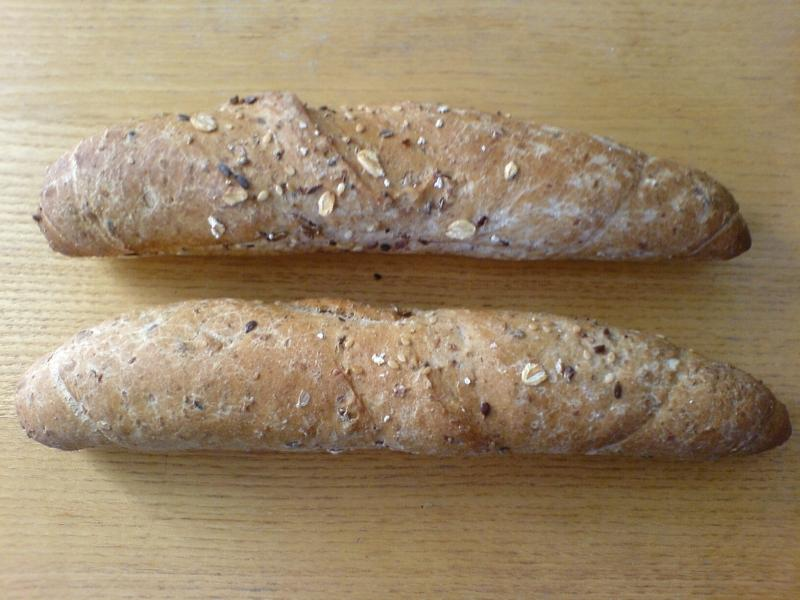
Vícezrnné rohlíky

Vícezrnné rohlíky se vyrábějí z podobných přísad jako běžné rohlíky, ale používá se v nich nejméně 5 % objemu jiných obilovin. Takové rohlíky mohou, ale nemusí obsahovat určitý poměr celozrnné mouky. Dále se do nich mohou přidat různá semínka, například slunečnicová nebo sezamová, a to jak do těsta, tak na posyp. Vícezrnný rohlík může díky tomu být mnohem vydatnějším zdrojem vlákniny (obsahujícím až 8,5 g ve 100 g), která dává žaludku pocit zasycení na delší dobu a v přiměřeném množství působí příznivě na trávicí trakt. Některé pekárny používají trik, kdy obarví obyčejný bílý rohlík barvivem, například karamelem, praženým ječmenem nebo žitem, který pak barvou vypadá jako celozrnný. Naopak celozrnný rohlík z grahamové mouky může mít světlejší barvu než klasické vícezrnné pečivo. Skutečný celozrnný rohlík lze tedy rozpoznat spíše než podle barvy ze struktury a celkového vzhledu.

## Historie
Traduje se, že rohlíky začal vyrábět vídeňský pekař Peter Wendler na počest vítězství nad Osmanskou říší v roce 1683, kdy Turci obléhali Vídeň a jejich útok byl odražen. Začal tedy vyrábět pečivo ve tvaru půlměsíce, což je symbol islámu.
Ve skutečnosti se však rohlíky ve střední Evropě pekly mnohem dříve, v klášterech jako velikonoční pečivo byly zmiňovány od 10. století.

## Výroba
Spotřeba rohlíků jako pečiva každodenní potřeby je vysoká, což klade výrazné nároky na jejich produkci, kterou by nestíhala pokrývat pouze ruční výroba v tradičních pekárnách. Proto byla vyvinuta průmyslová výroba, které probíhá téměř zcela automaticky.

### Ruční výroba
Po smíchání surovin se těsto nechá chvíli ležet, aby dobře nakynulo. Pak se válečkem vyválí na rovné ploše a trojúhelníkovou formou nebo obyčejným nožem se vykrajují stejné kusy. Ty se následně stočí do válečku, který se jemně zahne. Pokládají se pak v řadách na vymazaný plech nebo na pečicí papír, tak aby mezi nimi byl dostatek prostoru, protože během pečení se o něco zvětší. Ještě před vsunutím do rozehřáté trouby se namažou vajíčkem a posypou kmínem, mákem, solí nebo zrníčky, podle chuti.

### Průmyslová výroba

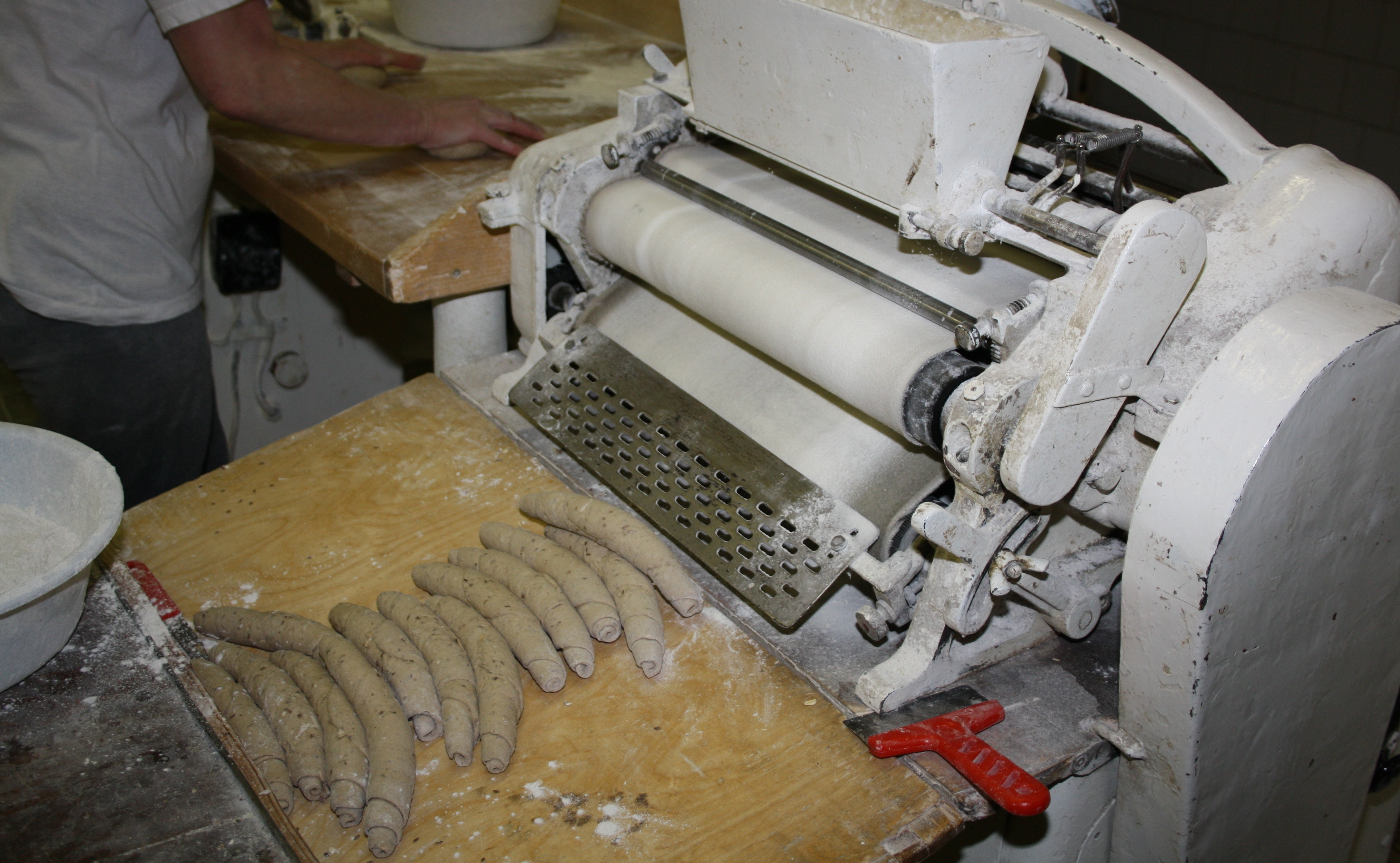
Stáčecí zařízení

Průmyslová výroba se od ruční liší jak v objemu výroby, tak hlavně v jejím postupu, kdy je většina práce svěřena strojům. Výroba začíná přípravou směsi, kdy pekař vloží do míchačky těsta potřebné suroviny. Mícháním se docílí promixování složek a vzniku těsta, které se vylije do díže. Vynesená díže pomocí překlápěče vyklápí těsto do dělicího stroje, jenž z těsta ukrajuje dílce, které mají potřebnou hmotnost a velikost na jednotlivý rohlík. Vzniklé utužené klonky skládá automaticky za sebe na dopravní pás v několika řadách (například 6). Pásem jsou přepraveny na místo, kde dochází k jejich překynutí a k tvarování do požadovaného tvaru (například rohlík, houska atd. – záleží na programu výroby). Po vytvarování pečiva do tvaru rohlíku je budoucí pečivo unášeno k osazování a následně na závěs kynárny.
V kynárně dochází k vykynutí rohlíku a následuje proces v podobě vlažení, sypání a přesun do pece, která může mít až 50 m². Uvnitř pece je udržována teplota okolo 175–200 °C [zdroj?]. Po upečení jsou rohlíky dopraveny ke zchlazení a potom jsou vysypány do transportních beden a expedovány do obchodů.
V důsledku konkurenčního boje o zákazníka, spojeného se snižováním cen, dochází ke snižování hmotnosti či kvality rohlíků. Hmotnost u většiny rohlíků se snížila z původních 50 gramů na 43 g či dokonce na 39 g. Obsah tuku, který má vliv na křupavost rohlíků se snížil z osmi až na čtyři procenta.

### Postup výroby

Postup pečení rohlíků
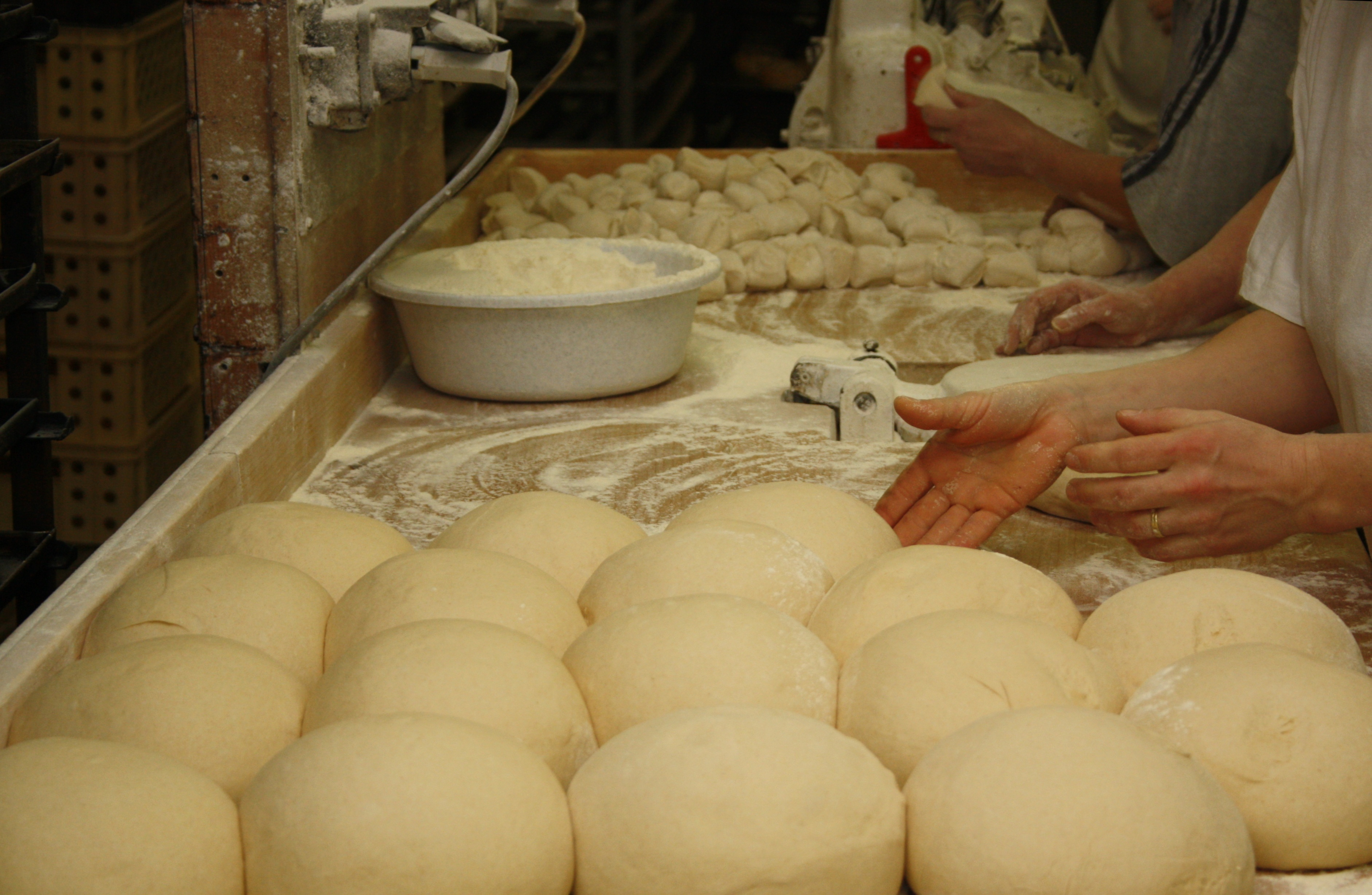
Bochníky těsta před rozdělením 1/12
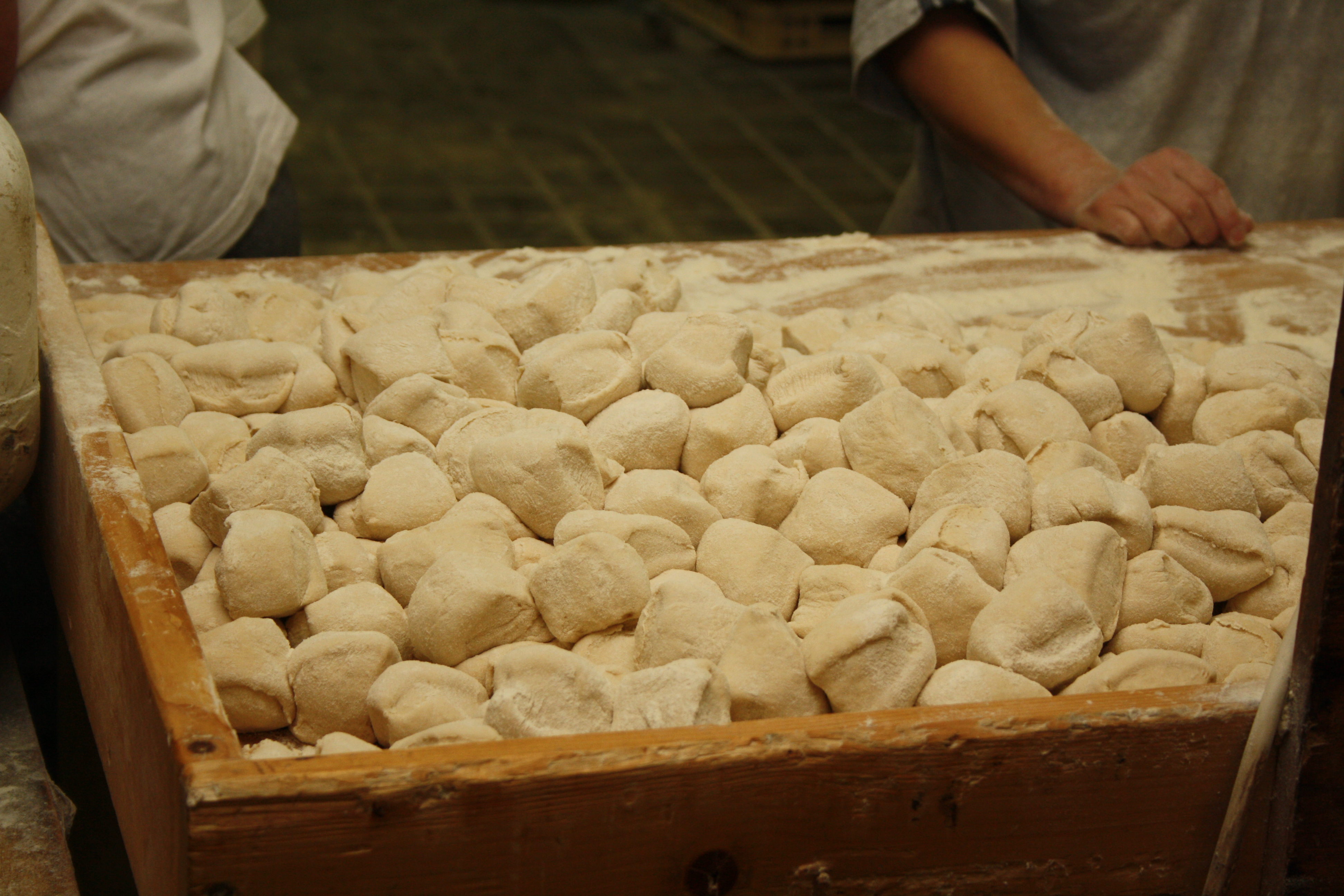
Naporcované těsto na malé dílky 2/12
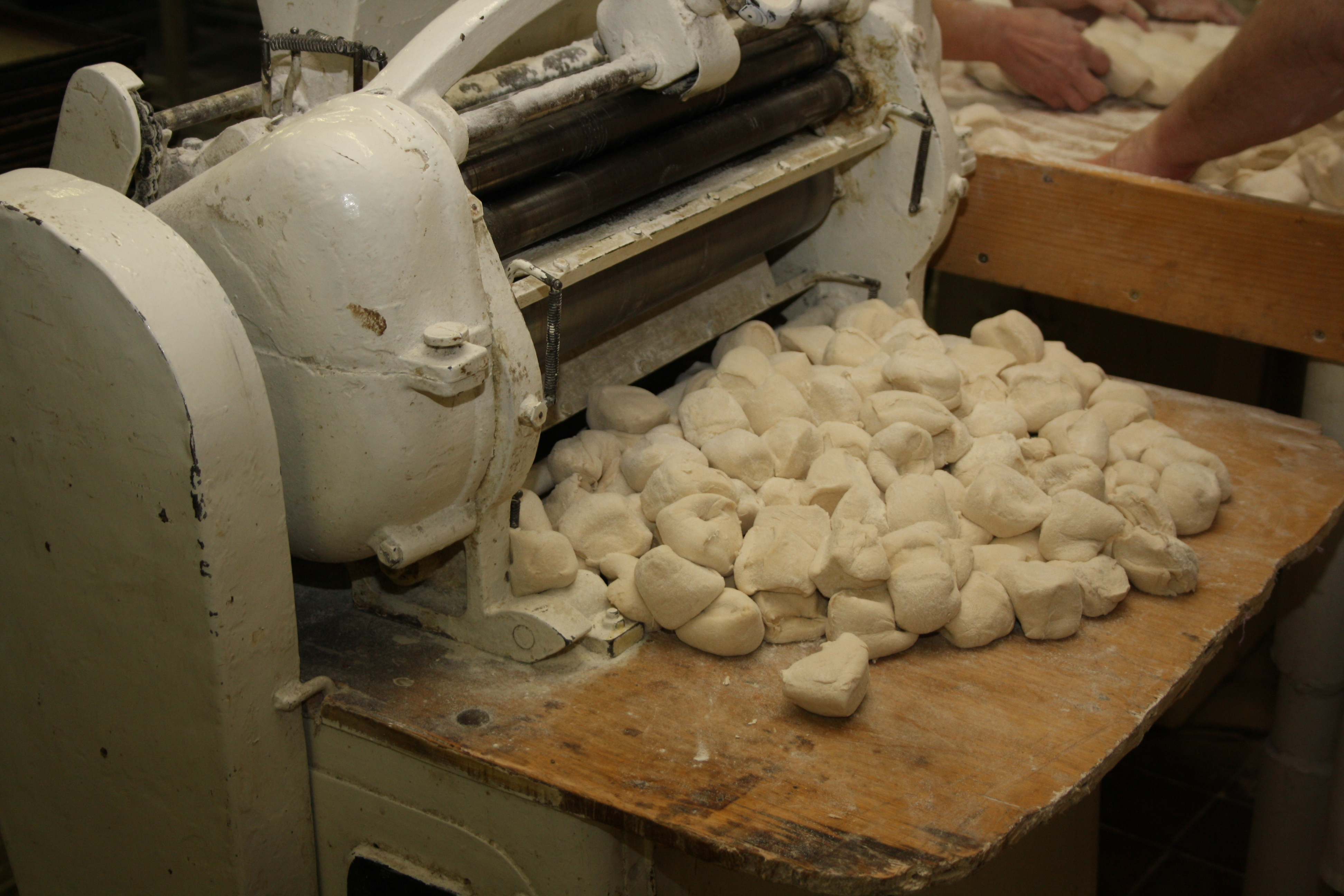
Těsto před vsunutím do stroje 3/12
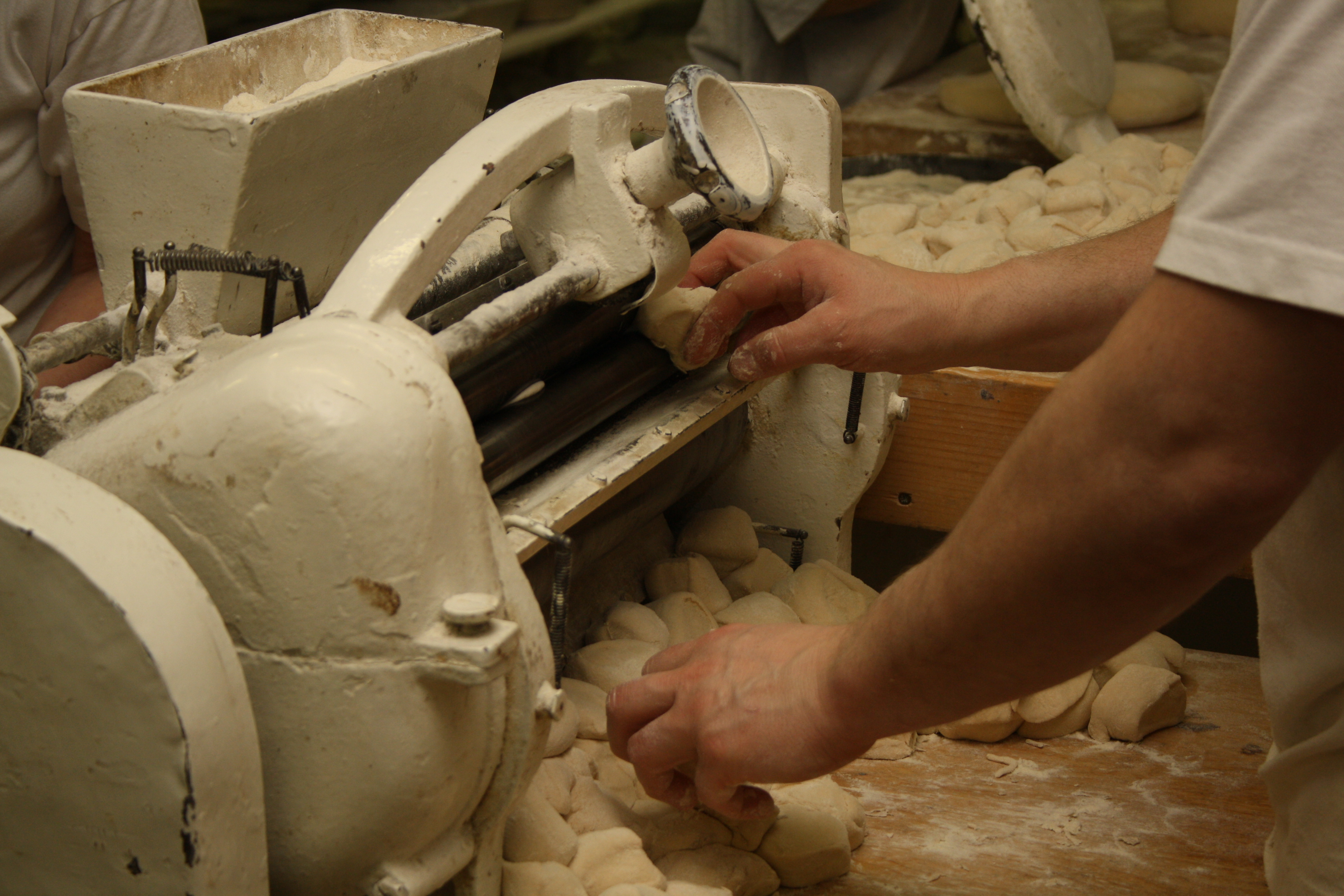
Vkládání těsta, stroj automaticky stáčí rohlík 4/12
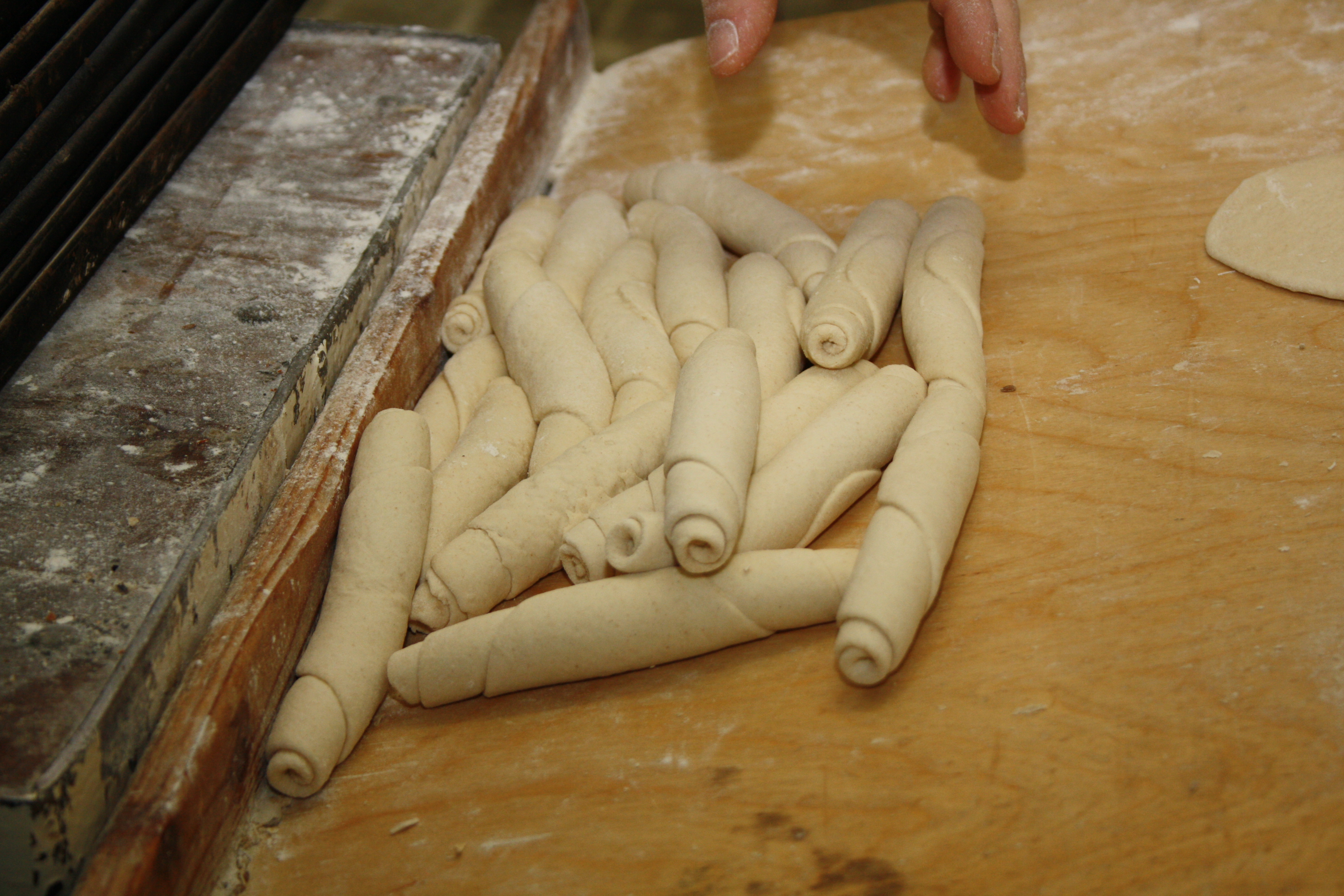
Stočené rohlíky před upečením 5/12
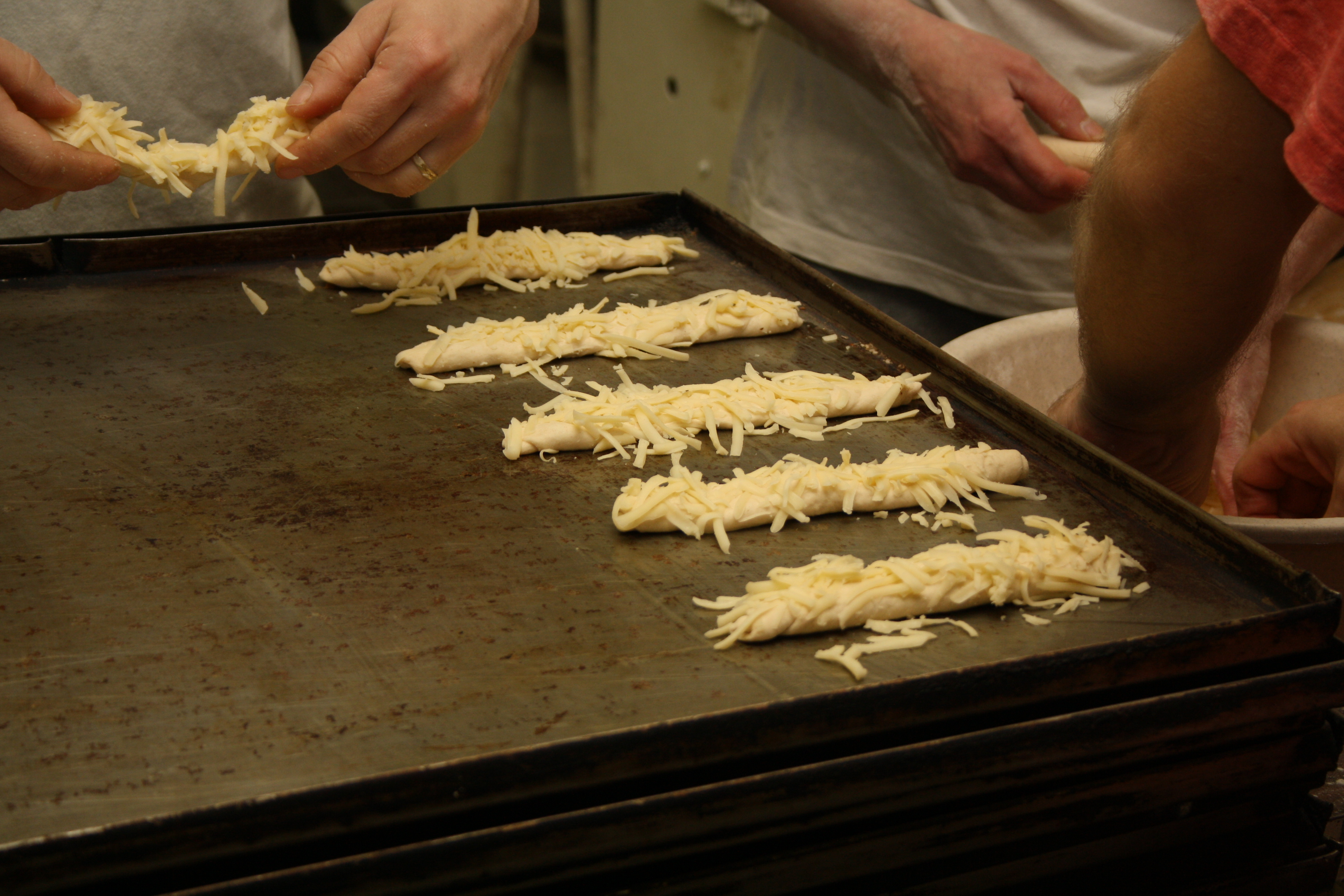
Variace v podobě sýrového rohlíku 6/12
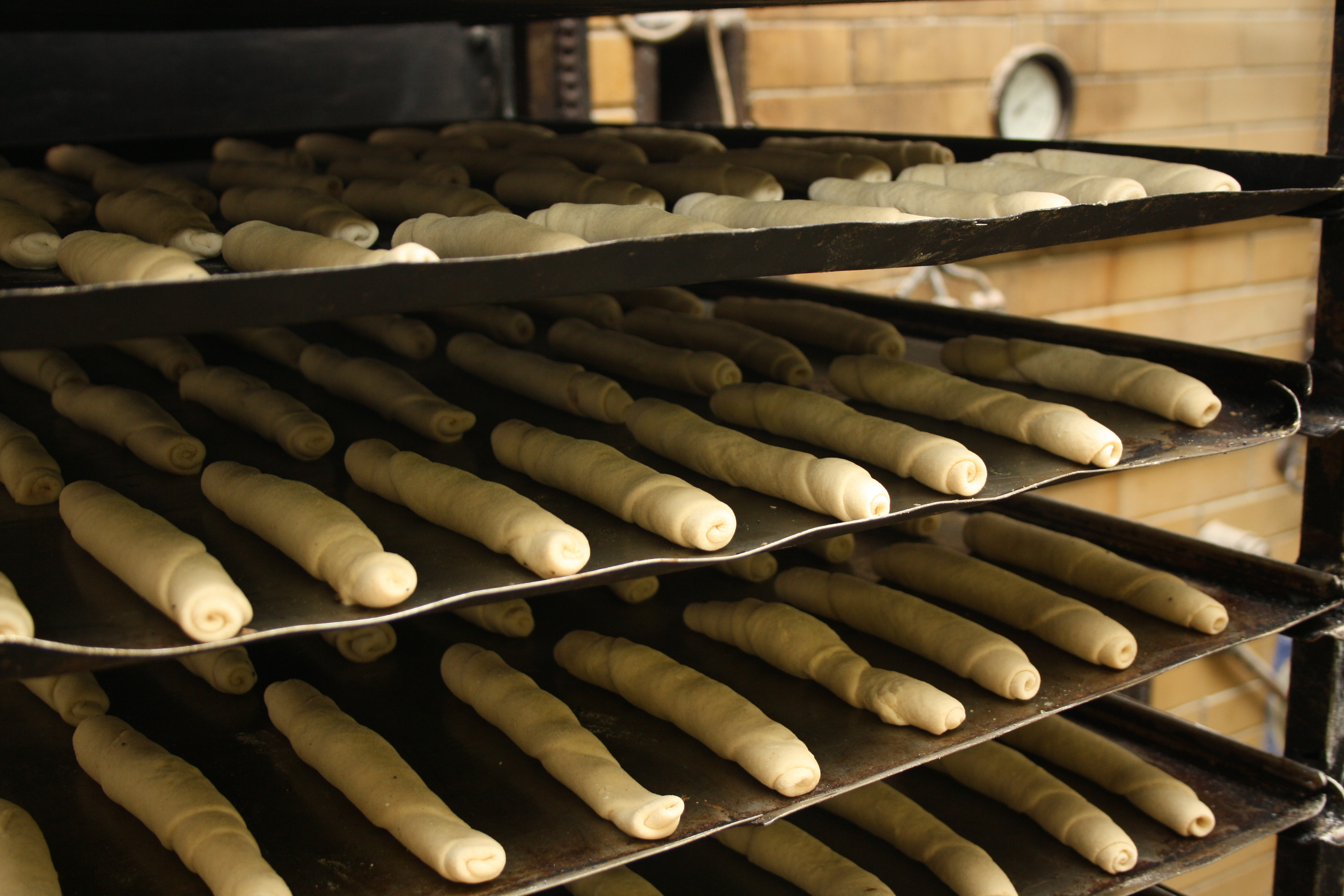
Nakynutí rohlíků před pečením 7/12
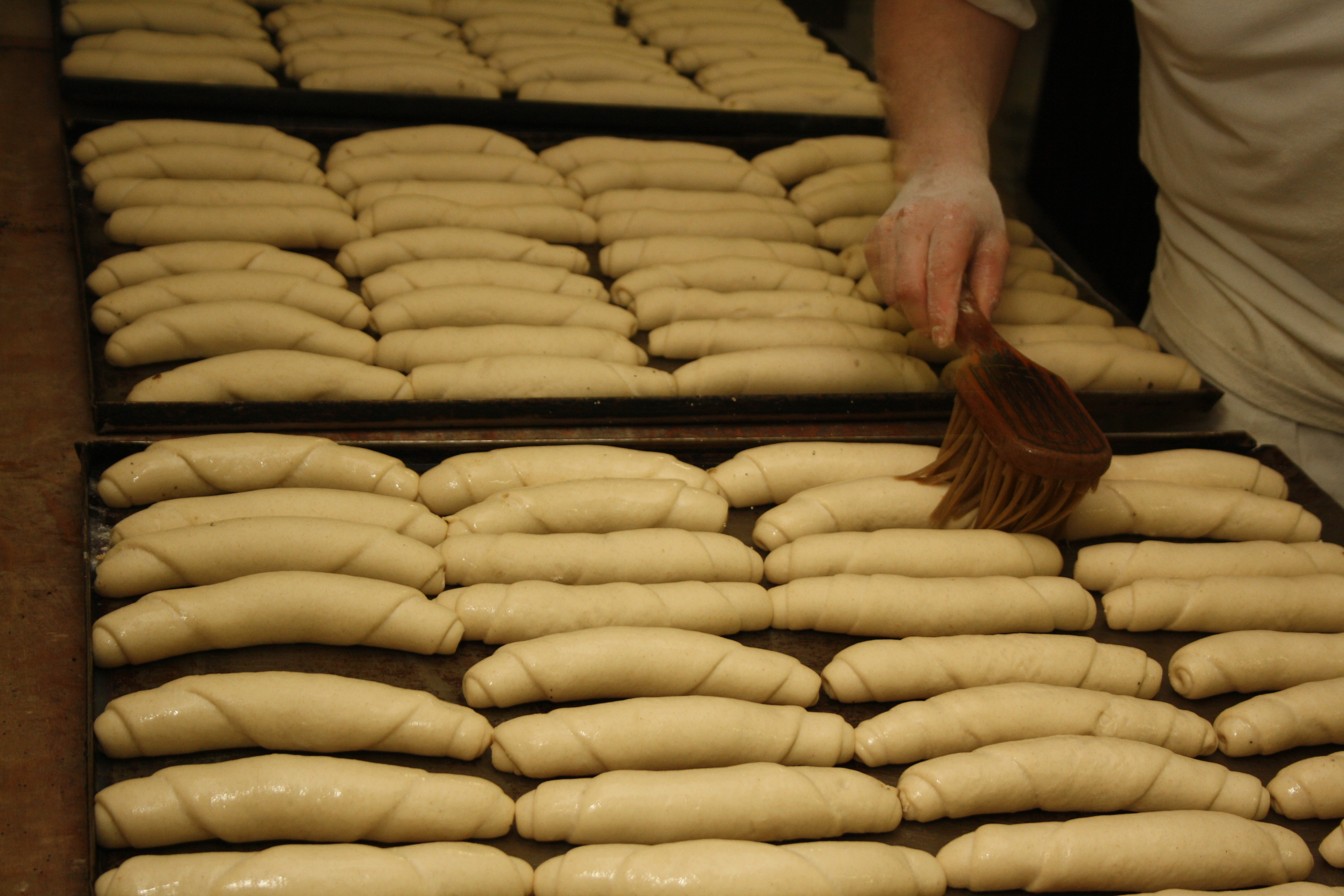
Potření rohlíků vodou 8/12
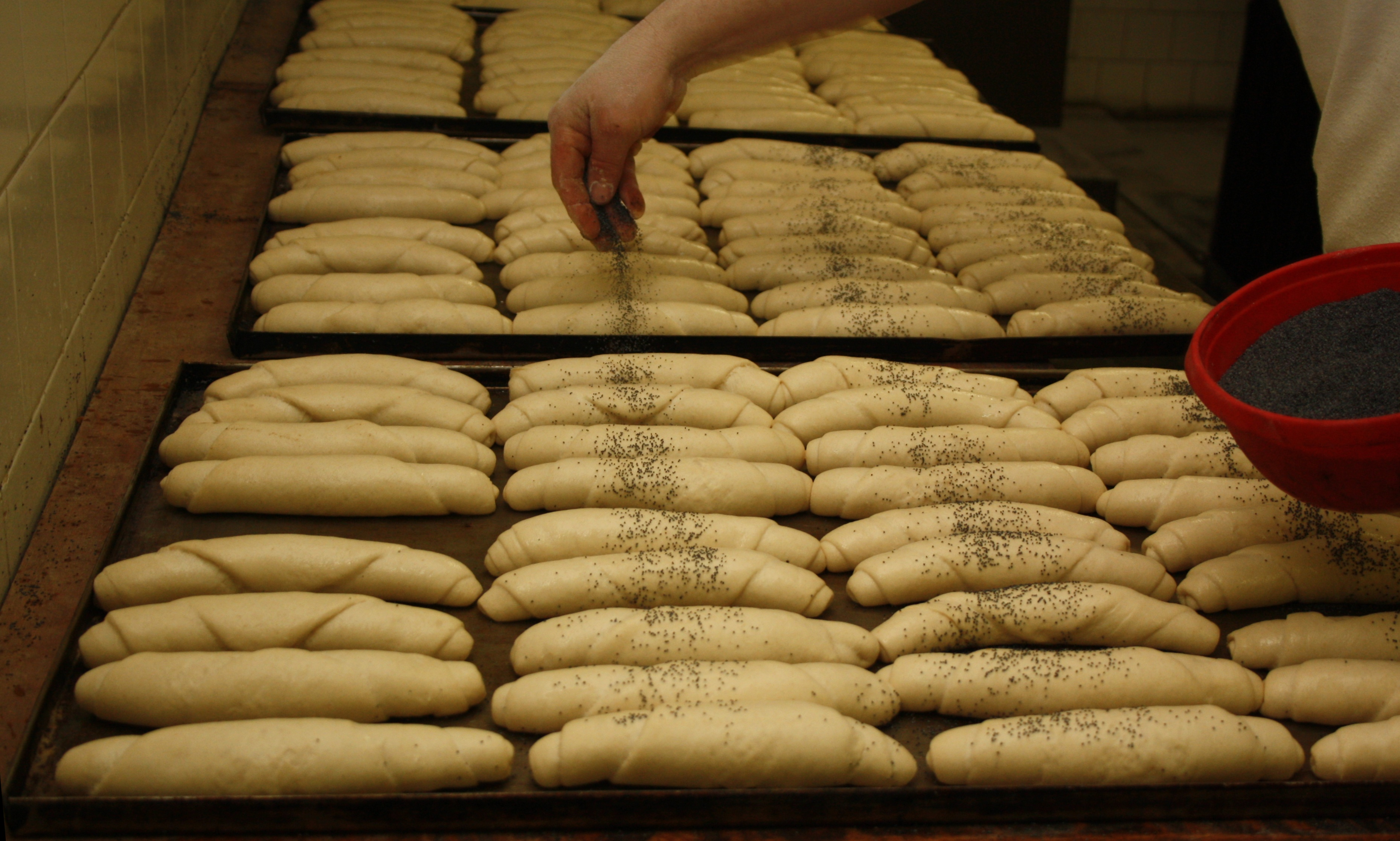
Posypání rohlíku mákem 9/12
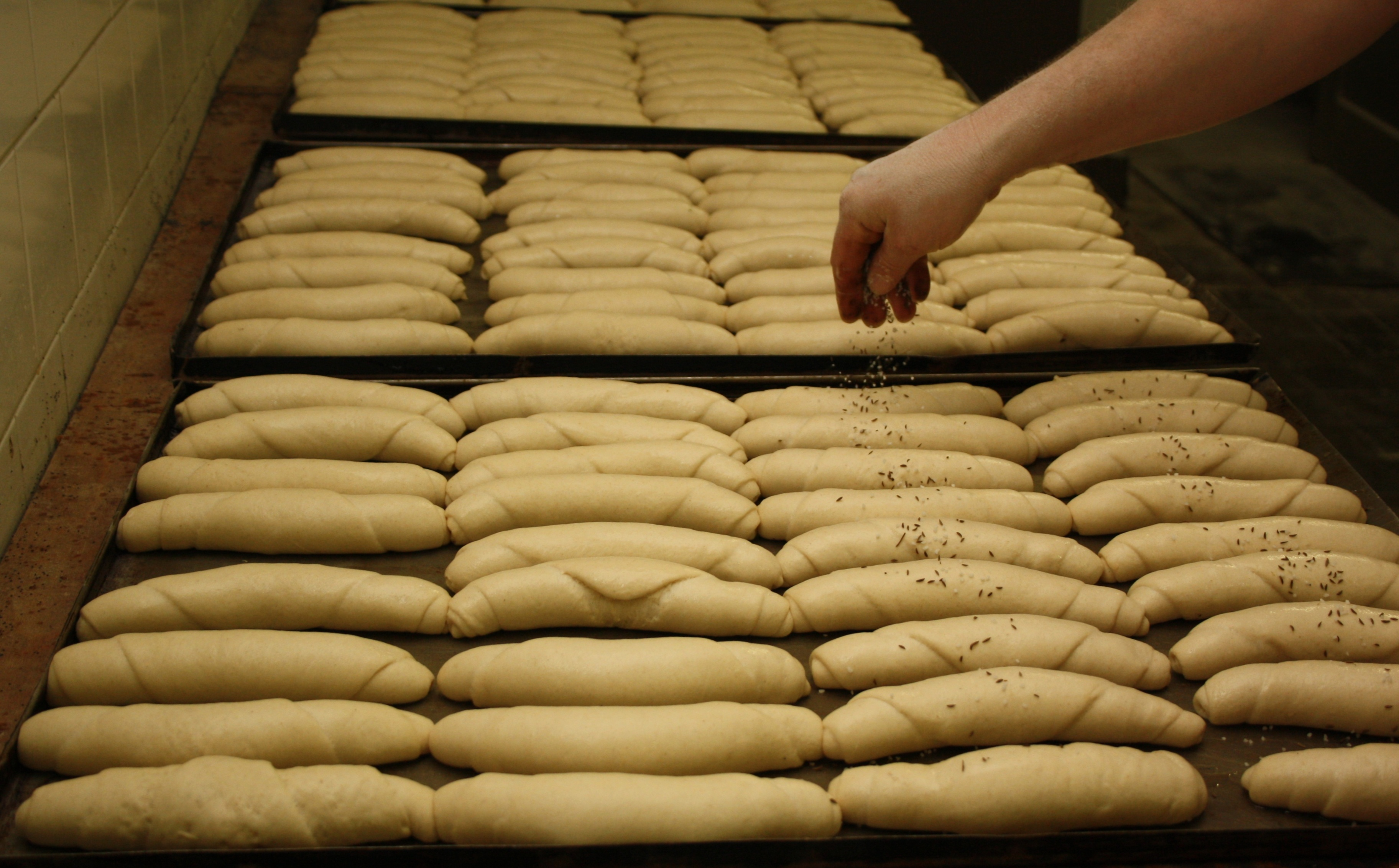
Variace se solí a kmínem 10/12
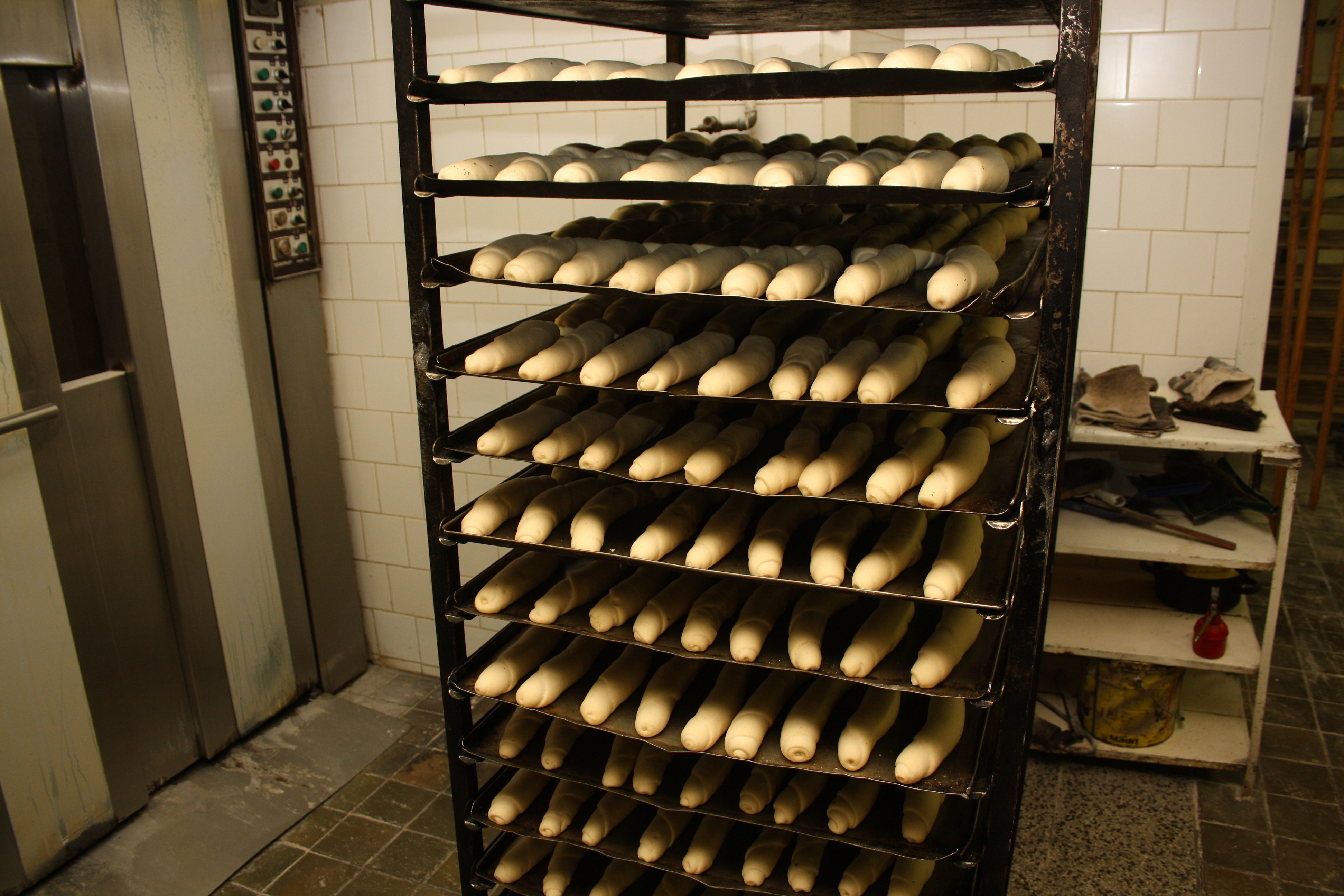
Rohlíky před parní pecí 11/12
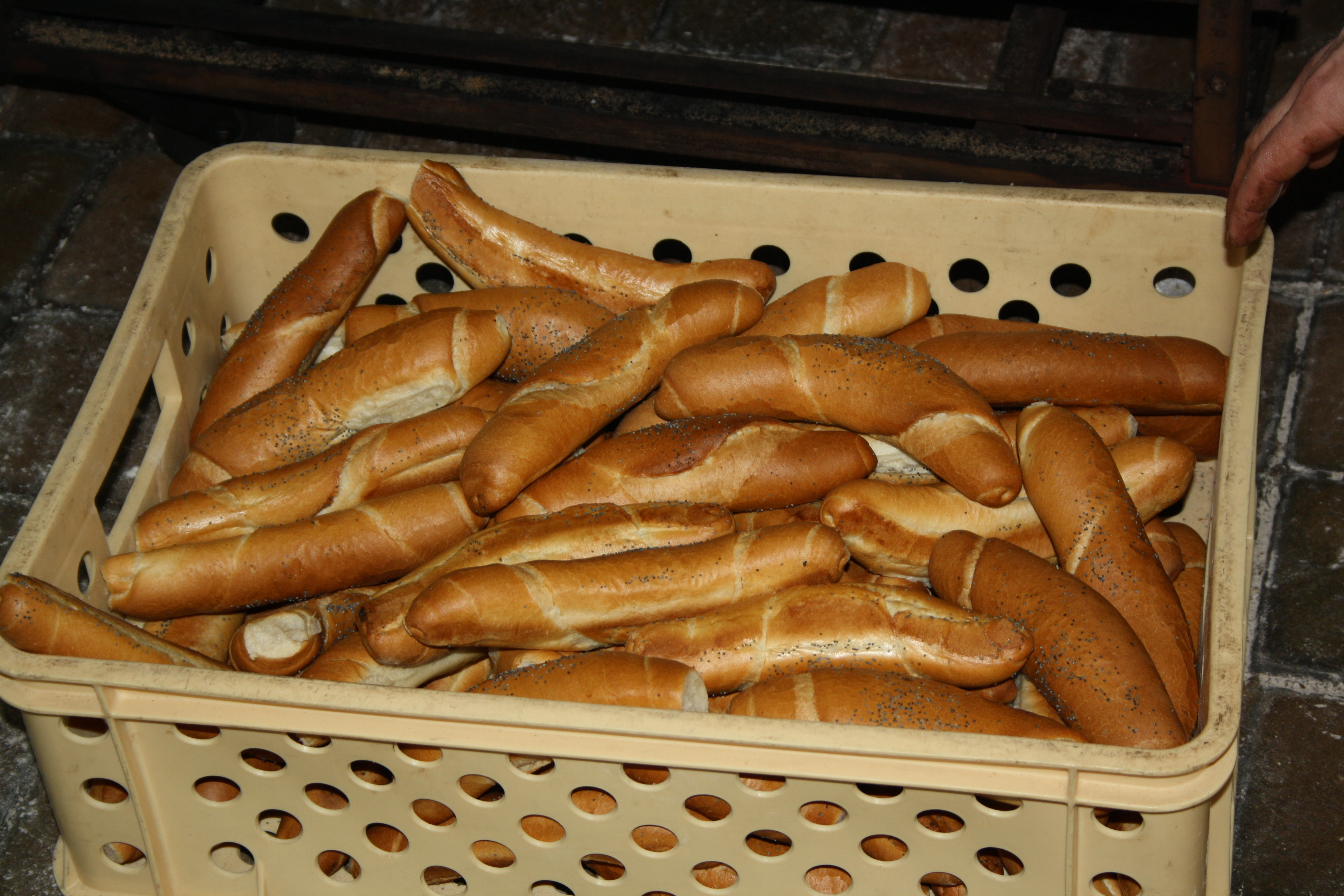
Upečené rohlíky před přepravou 12/12